# 钱正英
钱正英（1923年7月4日—2022年10月22日），祖籍浙江嘉兴，生于上海，中国共产黨、中华人民共和国水利和水电专家及政治人物，原副国级领导人。原上海大同大学土木工程系肄业，中国工程院资深院士，水利部教授。曾任中共第十至第十四届中央委员，第七、八、九届全国政协副主席，第六届中国红十字会会长；于2022年10月22日21时50分在北京因病逝世，享年99岁。

## 生平

### 早年经历
钱正英出生在浙江嘉兴，是清代大臣錢陳群、錢應溥的後代。钱正英是家里的第三個孩子，从小受到父亲严格管教，刚满10岁就进了中学。1939年，钱正英以“做中国第一个女工程师”的理想，进入了上海大同大学土木工程系学习，并于1941年9月参加了上海中共地下党组织。1942年，钱正英从上海撤退到淮北解放区，为应付敌人的盘查，和一名男同学扮成表兄妹；而这位男同学就是后来她的终生伴侣黄辛白。在淮北时期，钱正英曾担任中共淮北区党委机关文化教员，淮北灵凤县中学浍南分校教员、训导员、教导员、党支部书记等职务。1944年春，淮河北堤进行修复工程，21岁的钱正英负责技术领导工作，自此正式投身水利事业。

### 政治生涯
1944年至1950年间，曾历任淮北行政公署建设处水利科科长，苏皖边区政府水利局工程科科长，华东军区兵站部交通科副科长、前方工程处处长，山东省黄河河务局副局长、党委书记等职务。
1950年3月，年仅27岁的钱正英，经中央人民政府内政部部长曾山的推荐，被破格提升为华东军政委员会水利部副部长兼治淮委员会工程部副部长，成为中国最年轻的女部长；1952年，转任中央人民政府水利部副部长，后又兼任水利部党组副书记。1967年至1970年，钱正英在“文化大革命”中受冲击；1970年恢复工作后，继续但任水利电力部副部长、水利电力部革委会副主任。在时任水利电力部部长傅作义因病辞职后，已经担任20多年副部长的钱正英终于晋升为部长。之后，水利部几经改革，她一直担任部长职务到1988年。在1988年3月下旬召开的第七届全国政协一次会议上，钱正英当选为全国政协副主席，位列“党和国家领导人”，并兼任全国政协医药、卫生、体育委员会主任。
随后，她又分别在1993年和1998年继续被安排出任第八、第九届全国政协副主席；期间，她还曾兼任第六届中国红十字会会长（1994年-1999年）。曾任中捷友好协会会长，1989年11月1日获得捷克斯洛伐克颁发的“友谊勋章”。2003年3月，年近八旬的钱正英在全国政协十届一次会议后卸任全国政协副主席一职退休。
钱正英于1997年当选为中国工程院院士；2000年6月获“中国工程科技奖”；2004年3月，在香港大学第169届学位颁授典礼上，获得名誉科学博士学位。

### 逝世
2022年10月22日21时50分，钱正英因病在北京逝世，享年99岁。当月28日，遗体在北京八宝山革命公墓火化，全国政协主席汪洋受中共中央委托前往送别。
2023年7月26日，中共上海市委举行座谈会，纪念钱正英诞辰100周年。

## 学术成果
钱正英曾长期主持中国的水利电力工作。主持研究、制定了一系列关于中国水资源开发利用、管理与保护的方针政策和管理办法；主持编制了黄河、长江、淮河、海河等流域的治理、规划和全国水利建设长远发展纲要；主持完成了《中华人民共和国水法》、《中华人民共和国水土保持法》的起草工作；主持审定、决策了许多重大的水利水电工程建设项目，并具体参与研究解决建设中的重大技术问题；主持领导了“三峡工程”的可行性论证工作；主编出版了《中国大百科全书·水利卷》、《中国水利》（中、英文版）等。

## 评价
新华社发布的生平中评价：
|  | 中国共产党的优秀党员，久经考验的忠诚的共产主义战士，无产阶级革命家，我国水利和电力战线的杰出领导人，…… |

|  | 钱正英同志的一生，是革命的一生、光辉的一生，是为共产主义远大理想和中华民族伟大复兴不懈奋斗的一生。她的逝世，是党和国家的重大损失，是我国水利电力战线的重大损失。我们要学习她的革命精神、崇高品德和优良作风，…… |

## 家人
钱正英的丈夫黄辛白曾是教育部副部长。两人育有一男两女。